# Wahlkreis Genua – Municipio VII (Senato della Repubblica)
Der Wahlkreis Genua – Municipio VII ist ein Wahlkreis (italienisch collegio elettorale) für die Wahl des Senats.
Der Wahlkreis umfasst 157 Gemeinden, d. h. alle 66 Gemeinden der Provinz Imperia, alle 69 Gemeinden der Provinz Savona und 22 Gemeinden der Metropolitanstadt Genua, und zwar Teil der Gemeinde Genua – nur die Stadtgliederungen (Municipi) Valpolcevera (Municipio V), Medio Ponente (Municipio VI) und Ponente (Municipio VII) –, sowie die Gemeinden Arenzano, Busalla, Campo Ligure, Campomorone, Casella, Ceranesi, Cogoleto, Crocefieschi, Isola del Cantone, Masone, Mele, Mignanego, Montoggio, Ronco Scrivia, Rossiglione, Sant’Olcese, Savignone, Serra Riccò, Tiglieto, Valbrevenna und Vobbia.

## Wahlergebnisse
| Wahlkreise – Senato della Repubblica – Ligurien | Wahlkreise – Senato della Repubblica – Ligurien | Wahlkreise – Senato della Repubblica – Ligurien                                           |
| Provinz                                         | Provinz                                         | Gemeinden nach Provinzen ⮞ Wahlkreis                                                      |
| ----------------------------------------------- | ----------------------------------------------- | ----------------------------------------------------------------------------------------- |
|                                                 | Metropolitanstadt Genua (67 Gemeinden)          | 21 + Teil Genuas ⮞ Wahlkreis Genua – Municipio VII 45 + Teil Genuas ⮞ Wahlkreis La Spezia |
|                                                 | Provinz Imperia (66 Gemeinden)                  | alle ⮞ Wahlkreis Genua – Municipio VII                                                    |
|                                                 | Provinz La Spezia (32 Gemeinden)                | alle ⮞ Wahlkreis La Spezia                                                                |
|                                                 | Provinz Savona (69 Gemeinden)                   | alle ⮞ Wahlkreis Genua – Municipio VII                                                    |

### Parlamentswahl 2022
| Kandidaten                          | Kandidaten              | Stimmen | %    | Listen                                                  | Stimmen | %    |
| ----------------------------------- | ----------------------- | ------- | ---- | ------------------------------------------------------- | ------- | ---- |
|                                     | Giovanni Berrinogewählt | 154.698 | 44,9 | Fratelli d’Italia                                       | 87.489  | 25,4 |
| Lega per Salvini Premier            | Giovanni Berrinogewählt | 154.698 | 44,9 | 34.748                                                  | 10,1    |      |
| Forza Italia                        | Giovanni Berrinogewählt | 154.698 | 44,9 | 22.669                                                  | 6,6     |      |
| Noi Moderati                        | Giovanni Berrinogewählt | 154.698 | 44,9 | 9.792                                                   | 2,8     |      |
|                                     | Sandra Zampa            | 98.123  | 28,5 | Partito Democratico – Italia Democratica e Progressista | 71.787  | 20,9 |
| Alleanza Verdi e Sinistra           | Sandra Zampa            | 98.123  | 28,5 | 13.248                                                  | 3,8     |      |
| +Europa                             | Sandra Zampa            | 98.123  | 28,5 | 10.808                                                  | 3,1     |      |
| Impegno Civico – Centro Democratico | Sandra Zampa            | 98.123  | 28,5 | 2.280                                                   | 0,7     |      |
|                                     | Enrico Maria Nadasi     | 43.878  | 12,7 | Movimento 5 Stelle                                      | 43.878  | 12,7 |
|                                     | Maria Caridi            | 22.048  | 6,4  | Azione – Italia Viva                                    | 22.048  | 6,4  |
|                                     | Francesca Barbato       | 9.440   | 2,7  | Italexit per l’Italia                                   | 9.440   | 2,7  |
|                                     | Silvano Ceccoli         | 5.564   | 1,6  | Italia Sovrana e Popolare                               | 5.564   | 1,6  |
|                                     | Giacomo Marchetti       | 4.865   | 1,4  | Unione Popolare                                         | 4.865   | 1,4  |
|                                     | Riccardo Fortin         | 3.046   | 0,9  | Vita                                                    | 3.046   | 0,9  |
|                                     | Marco Ferrando          | 2.278   | 0,7  | Partito Comunista dei Lavoratori                        | 2.278   | 0,7  |
|                                     | Carmela Albanese        | 326     | 0,1  | Noi di Centro – Europeisti                              | 326     | 0,1  |
| Gesamt                              | Gesamt                  | 344.266 | 100  |                                                         | 344.266 | 100  |
|                                     |                         |         |      |                                                         |         |      |
| Ungültige Stimmen                   | Ungültige Stimmen       | 16.687  | 4,6  |                                                         |         |      |
| Wähler                              | Wähler                  | 360.953 | 62,9 |                                                         |         |      |
| Wahlberechtigte                     | Wahlberechtigte         | 573.816 |      |                                                         |         |      |
|                                     |                         |         |      |                                                         |         |      |
| Quelle: Innenministerium            |                         |         |      |                                                         |         |      |